# Grčki hram
U grčkoj arhitekturi najvažnija zgrada bio je hram. Hram se razvija iz mikenskog megarona - središnjeg pravokutnog prostora sa stupovima. Od drvene "kuće" gdje se sklanjala skulptura božanstva, postepeno je nastala monumentalna kamena građevina na stepenastoj platformi (stilobatu), s pravokutnim tlocrtom. 
Naos ili cela je temeljni centralni prostor grčkog hrama okružen zidovima u kojemu se obično čuvao kip božanstva kojemu je hram posvećen. Ispred naosa stoje stupovi koji nose arhitrav pred-prostora (anta), na arhitravu počiva drveni krov na dvije plohe popločan crijepom od opeke. Kasnije hramovi postaju sve bogatiji, dodavanjem isprva još jednog trijema na stražnjoj strani hrama, a zatim predprostora koji je izvana omeđen nosivim stupovima koji na stilobatu okružuju cijeli hram.
S tijesnim i mračnim svetištima, a jasnim i otvorenim pročeljem s ritmom brojnih stupova, grčki hram je više vanjska nego unutarnja arhitektura. Hramovi mogu varirati prema veličini građevine ili regionalnim sklonostima, ali njihove osnovne crte toliko su slične da je podesno sagledati ih u jednoj uopćenoj "tipičnoj" osnovi. To jedinstvo grčkih hramova nazivamo redom, a redovi se razlikuju po svojoj kombinaciji elemenata osnove (stilobata), nosača (zidova i stupova) i tereta (arhitrava i krovišta). Najstariji grčki stil je dorski red koji se potpuno razvija tek u klasičnom razdoblju.
Osobito je stup značajan za grčku arhitekturu jer prema njegovom izgledu, možemo govoriti u kojem su stilu izgrađeni hramovi. Stup je okomiti nosač tereta, a sastoji se od tri dijela: podnožje (baza), trup (tijelo), kapitel (glava). Rijetko je napravljen od jednog komada nego se cilindrični valjci (tamburi) nadostavljaju jedan na drugi s gotovo neprimjetnim sastavima. Širina stupa, osobito širina pri dnu, određuje i sve ostale mjere u hramu - ona je modul, mjera. Stup nije gladak, u njegovu vertikalu urezani su uzdužni plitki žljebovi koje nazivamo kanelurama (franc. cannelle, cannelure = cijev, žlijeb) ili kanelirima. 
Stup redovito počiva na podnožju iz kojega se izdiže trup stupa, a završava s kapitelom ili glavicom stupa (lat. capitulum = glavica). 
Grci su stvorili tri arhitekturalna sustava i po tome razlikujemo i njihove stilove: 
- Dorski red
- Jonski red i
- Korintski red

U klasičnom razdoblju javlja se još nekoliko vrsta hramova, kao što su: 
- Apteralni hramovi
  - Hram in antis
  - Prostil
  - Amfiprostil

- Pravokutni peristilni hramovi
  - Peripter - najomiljeniji tip hrama, broj stupova na dužoj strani je jednak dvostrukom broju stupova na frontalnom dijelu (Partenon);
  - Pseudo peripter (lažni peripteros) - bočni stupovi nisu slobodni, vežu se za cele;
  - Dipter - kao i peripteros ima predvorje sa stupovima oko cijele građevine, ali u 2 reda;
  - Pseudo dipter - sličan pseudodipterosu samo na dužim stranama ima jedan slobodan red stupova, a jedan red vezan za zid cele;

- Hramovi na kružnoj osnovi
  - Monopter - hram kružne osnove u čijem se središtu nalazi kultni kip okružen stupovima. Nema kultne prostorije tj. cele.
  - Tolos - hram kružne osnove, kod kojeg kružnu celu ovjenčavaju stupovi.

Najstariji kameni hram od kojeg postoje znatniji ostaci je Herin hram u Olimpiji. Sagrađen je krajem 7. stoljeća prije Krista. Sačuvan je njegov stilobat, ili osnovica postolja, nekoliko stupova i ostaci naosa ili svetišta.

## Dorski hram
Dorski hram se potpuno razvio krajem 6. st. pr. Kr., kad je izgleda bio usvojen skup gotovo univerzalno prihvaćenih proporcija. Ta se formula u različitim rasponima puno puta ponavljala. Afajin hram u Egini sagrađen oko 490. pr. Kr. možda je najstariji primjer. Najveće pročelje je imao hram Here Argive u Paestumu u Italiji.
Dorski hram je uzdužna pravokutna građevina od u početku dvije zatvorene prostorije okružene redovima stupova koji stoje na podnožju stepenastog stilobata, a sastavljeni su od valjkastih tambura sa žljebovima (kanelirama), te kapitelom sastavljenim od ehina (donji dio kapitela u obliku niskog krnjeg stošca) i abaka (kvadratne ploče). Stupovi nose gredu (arhitrav), iznad kojega je friz sastavljen naizmjence od triglifa (kamenih ploče s tri vertikalne linije) i metopa. Iznad friza je vijenac (arhitektura) čija kruna (tj. geison) nosi zabat. Timpan tj. zabatno polje je potpuno ispunjeno živo obojenim skulpturama ili reljefima koji su prirodnih oblika i veličina, u položaju koji odgovaraju trokutnom polju zabata. 
Cijeli hram napravljen je od kamenih blokova koji priliježu jedan na drugi bez veziva. Gdje je bilo potrebno, blokovi su vezani metalnim zakovicama. Krov je bio dvoslivni i pokriven crijepom napravljenim od crvenih rožnjača (gredica), a drvene grede korištene su i za tavanice što je otvaralo veliku mogućnost pravaca.
Najpoznatiji dorski hramovi su:
- Tezeion u Ateni
- Posejdonov i Demetrin hram u Pastumu
- Partenon na Atenskoj Akropoli
- Zeusov hram u Olimpiji

Stupovi dorskog reda su često bili dekorativni i konstrukcijski element mnogih rimskih građevina, iako često reinterpretirani u rimskom duhu (npr. Dorski polustupovi rimskog Koloseja). Takvi se javljaju i u renesansnim građevinama (npr. Palača Rucellai) i osobito klasicizma (npr. Brandenburška vrata i historicizma.

## Jonski hram
U isto vrijeme kada dorski red doživljava svoj vrhunac, počinje se razvijati Jonski red. Kod jonskog reda stup je viši i tanji, kanelire su mu dublje, ima bazu od niza prstenja (najčešće tri), a kapitel mu je ukrašen volutama (spiralni krajevi ehinusa); arhitrav je napravljen od tri horizontalne grede od kojih je svaka gornja malo izbačena u odnosu na donju; friz je išao oko cijelog hrama i bio je potpuno ispunjen reljefima. 
Najljepši primjer jonskog hrama je Erehteion preko puta Partenona. Kosi nagib terena i zahtjev za nekoliko svetišta odredili su različite razine unutrašnjih prostorija i različito oblikovanje volumena. Erehteion ima dva trijema (jedan okrenut sjeveru, a drugi jugu), s time da južni umjesto jonskih stupova ima karijatide (slobodno stojeći nosači u obliku ženskih likova). Razvođen volumen i raznolikost dijelova stvaraju mnogolikost pogleda, mnogo življi ritam, i mnogo veću prostornost nego kod bilo kojeg drugog grčkog hrama.
U klasičnom razdoblju javlja se još nekoliko vrsta hramova, kao što su: 
- Peripteros - najomiljeniji tip hrama, broj stupova na dužoj strani je jednak dvostrukom broju stupova na frontalnom dijelu (Partenon);
- Pseudoperipteros (lažni peripteros) - bočni stupovi nisu slobodni, vežu se za cele;
- Dipteros - kao i peripteros ima predvorje sa stupovima oko cijele građevine, ali u 2 reda;
- Pseudodipteros - sličan pseudodipterosu samo na dužim stranama ima jedan slobodan red stupova, a jedan red vezan za zid cele;
- Monopteros (tolos) - okrugli hram - jednostavnost prostora.

### Jonske građevine
- treći Herin hram na Samosu
- četvrti Herin hram na Samosu
- Apolonov hram u Didimi
- Artemidin hram u Efezu
- Siphinijska riznica u Delfima
- Masilijska riznica u Delfima
- Hram Atene u Egini
- Erehteion
- Propileji
- Hram Atene Nike
- Zeusov oltar u Pergamu
- Hram Atene Polias u Prieni
- Cerina bazilika i hram u Paestumu

## Korintski hram
Arhitekturu glomaznih objekata prepunih stupovlja, ornamenata i raskoši, najavljuje već grobni hram kralja Karije, grčke kolonije u Maloj Aziji, tzv. Mauzolej u Halikarnasu. Visok preko trideset metara, ukrašen korintskim stupovima i brojnim reljefima i velikim skulpturama, te sa stepenastom piramidom umjesto zabatnog trokuta, bio je jedno od sedam svjetskih čuda toga vremena (Plinije Stariji). Danas je očuvana samo visoka skulptura kralja Mauzola koji je izvorno stajao za uzdama kočije na vrhu Mauzoleja.
Bogatstvo se iskazuje raskošnom dekoracijom, stoga se na građevinama umjesto dorskog i jonskog reda počeo koristiti uglađeniji korintski red. Korintski red vrlo je sličan Jonskom samo nešto dekorativniji; stupovi imaju bogatije ukrašenu bazu, a kapiteli su ukrašeni kratkim, ali plastično bogatim volutama koje imitiraju lišće akanta. Grci često kombiniraju na građevinama stupovlje sva tri reda, ali ih koriste po strogim pravilima rasporeda. Kada Rimljani počnu primjenjivati grčke redove u svojoj arhitekturi preferirat će korintski red.
O raširenosti helenističke arhitekture govori nam i hram u samom središtu Sirijske pustinje – Petra koji je isklesan u živoj stijeni.

## Poveznice
- Umjetnost stare Grčke
- Arhitektura stare Grčke
- Građevine stare Grčke
- Rimski hram

## Vanjske poveznice
- Werner Muller i Gunther Vogel: Atlas arhitekture I